# Blake Stone: Aliens of Gold
Blake Stone: Aliens of Gold è uno sparatutto in prima persona del 1993, sviluppato dalla JAM Productions, basato sul motore grafico di Wolfenstein 3D, e prodotto dalla Apogee Software. Il seguito, Blake Stone: Planet Strike, è uscito l'anno seguente. Il gioco è diviso in sei missioni, la prima delle quali distribuita come shareware. Nel luglio 2013 Apogee ha reso disponibile il codice sorgente del gioco.

## Trama
Il gioco è ambientato nel 2140. Robert Wills Stone III, soprannominato "Blake", è un agente dei servizi segreti inglesi. La sua missione è quella di indagare e sventare il piano del Dr. Pyrus Goldfire, brillante scienziato nel campo della genetica e della biologia, ma conosciuto per la sua mancanza di etica. Goldfire, che è a capo di una organizzazione chiamata STAR, vuole conquistare il mondo e schiavizzare l'umanità, utilizzando un'armata di mercenari, mostri mutanti e alieni. Blake dovrà distruggere le sei installazioni della STAR e fermare così l'armata di Goldfire, prima che possa cominciare l'assalto alla Terra.

## Modalità di gioco
Rispetto al "precursore" Wolfenstein 3D, sono state introdotte alcune novità, come degli scienziati amichevoli che, se interrogati, possono fornire consigli, munizioni o gettoni: con questi si può comprare del cibo da appositi distributori automatici, necessario a ripristinare l'energia vitale. All'inizio della missione, viene mostrato un breve briefing, che racconta la trama del gioco. A livello tecnico, il Wolfenstein 3D engine è stato leggermente modificato per fare in modo di mostrare texture anche su pavimento e soffitto, e per rendere meno uniforme la luminosità degli ambienti che, comunque, rimangono tutti sullo stesso piano e sono privi di variazioni di altezza.
L'interfaccia di gioco è leggermente più complessa dei giochi della medesima generazione: partendo da sinistra, c'è un pannello in cui viene indicato cosa sta succedendo (un nemico che attacca, una porta che si apre o qualcuno che parla); quindi la vita, rappresentata da un elettrocardiogramma; l'arma che state usando, il punteggio attuale, e infine le chiavi (chiamati badge) raccolte fino a quel momento.

### Struttura dei livelli
L'avventura di Blake si svolge in sei missioni, ambientate in diversi edifici:
- Mission 1: STAR Institute
- Mission 2: Floating Fortress
- Mission 3: Underground Network
- Mission 4: Star Port
- Mission 5: Habitat 11
- Mission 6: Satellite Defense

Ogni edificio è composto da 11 piani, nove normali e due segreti, che possono essere raggiunti attraverso ascensori nascosti. Per passare di piano in piano nei primi otto livelli è necessario impossessarsi del badge rosso in grado di azionare l'ascensore principale (i biotecnici hanno infatti bloccato ogni piano per sicurezza); al nono, prima di poter lasciare l'edificio e procedere verso la missione successiva, ci si deve scontrare con Goldfire, e successivamente con un boss.